# Брехешоая
Брехешоая (рум. Brăhășoaia) — село у повіті Васлуй в Румунії. Входить до складу комуни Штефан-чел-Маре.
Село розташоване на відстані 279 км на північний схід від Бухареста, 13 км на північний захід від Васлуя, 48 км на південь від Ясс, 147 км на північ від Галаца.

## Населення
За даними перепису населення 2002 року у селі проживали 402 особи, усі — румуни. Усі жителі села рідною мовою назвали румунську.